# Robert Spliid
Robert Spliid (født 25. juni 1956 i Rødovre) er en dansk økonom, der er professionelt bestyrelsesmedlem og tidligere direktør i Nykredit.
Spliid er uddannet cand.polit. fra Københavns Universitet i 1982 og ph.d. i økonomi fra Copenhagen Business School i 2014.
Efter endt uddannelse blev Spliid analytiker ved Kjøbenhavns Handelsbank og var her frem til 1987, hvor han blev ansat i Jyske Bank, hvor han blandt andet var chef for forretningen i Schweiz. Derpå fulgte flere stillinger i Luxembourg, inden han i 2008 kom til Saxo Bank som direktør for den tyske forretning og siden for den schweiziske. Fra 2010 og ni år frem var han senior vice president i Nykredit. Siden har han været professionelt bestyrelsesmedlem og er formand for Carelinkfonden og for Dansk Generationsskifte.
Fra 1983 til 1985 var han formand for Konservativ Ungdoms landsorganisation og er stadig politisk aktiv. Pr. 2024 er han lokalformand for Det Konservative Folkeparti på Frederiksberg og medlem af partiets hovedbestyrelse.